# Arty

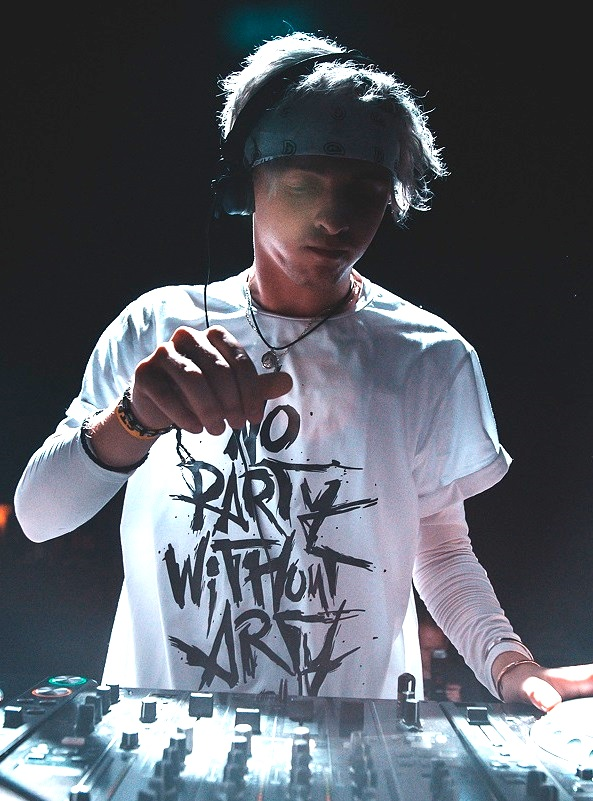
Arty (2015)

Arty, geboren als Artjom Stoljarow russisch Артём Столяров (* 28. September 1989 in Engels) ist ein russischer Trance-DJ und -Produzent.

## Biografie

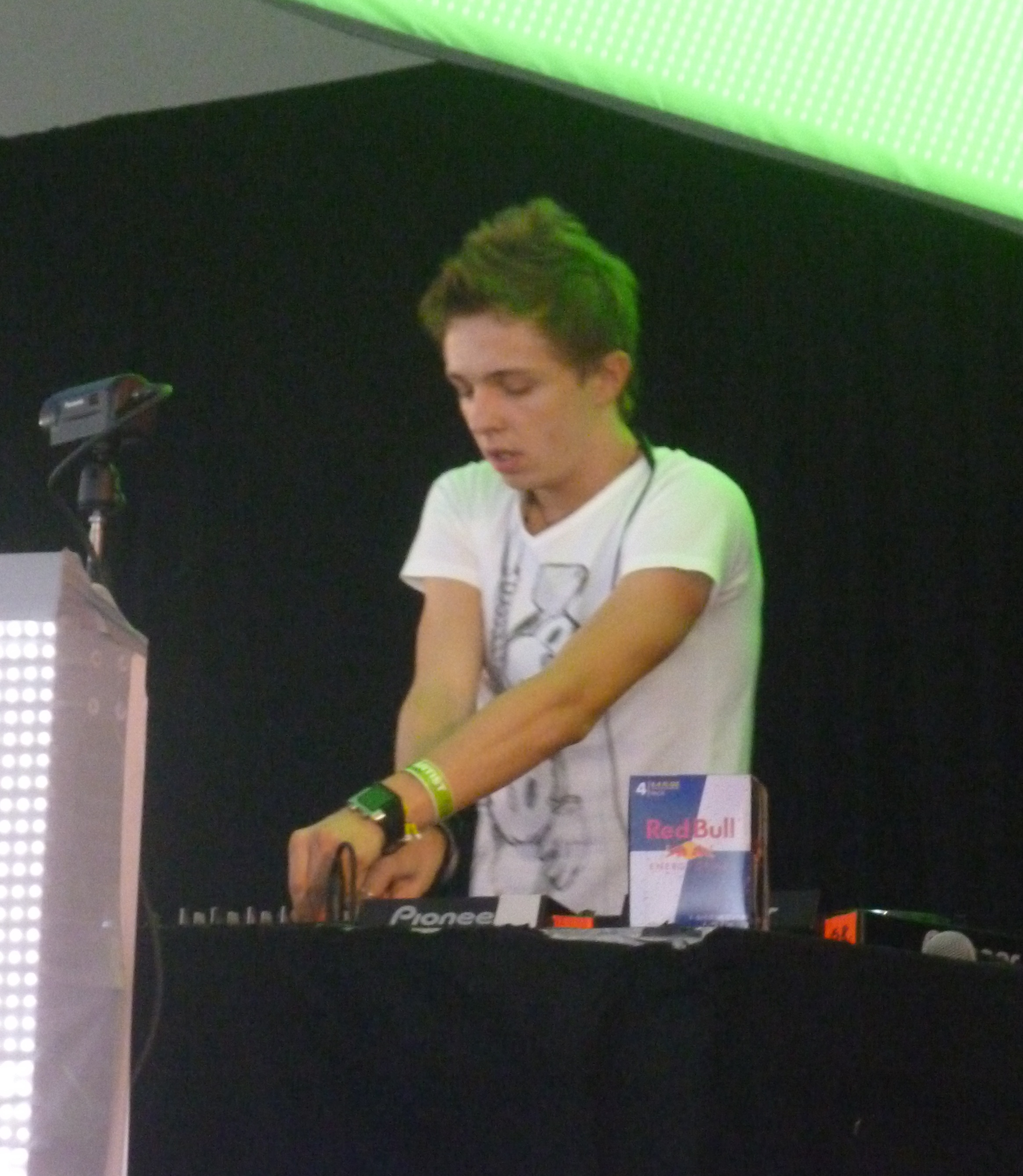
Arty beim Electric Zoo Festival 2011

Seine ersten Produktionen veröffentlichte Arty 2009 im Alter von 19 Jahren. Seine EP Vanilla Sky erschien beim Label Enhanced Progressive und brachte ihm die Aufmerksamkeit von einigen DJs. Der Durchbruch gelang ihm aber im Jahr 2010 als Above & Beyond ihn auf ihrem Label Anjunabeats unter Vertrag nahmen und seine Singles Rush und The Wonder bei ihren Auftritten und in ihrer Radiosendung Trance Around the World unterstützten. Mit Zara erschien 2011 seine dritte Single bei Anjunabeats. Auch diese wurde wiederum sehr positiv aufgenommen.
2011 startete Arty eine Zusammenarbeit mit Mat Zo, einem weiteren jungen Trance-Künstler, der bei Anjunabeats unter Vertrag ist. Ihre erste gemeinsame Produktion Rebound erschien am 19. April 2011 als 200. Single von Anjunabeats. Der Song wurde in der Radiosendung Trance Around the World dreimal in Folge zum Webvote Winner gewählt. An der Jubiläumsparty ASOT 500 von Armin van Buurens populärer Radiosendung A State of Trance am 9. April 2011 in Den Bosch legten die beiden DJs neben etablierten Größen wie Markus Schulz, Above & Beyond, Gareth Emery und Armin selbst im Main Floor auf.
Seit 2011 legt Arty einmal pro Monat in der Radiosendung Anjunabeats Worldwide auf. Am 11. April 2011 erschien zudem die Compilation Anjunabeats Worldwide 03, die er und Daniel Kandi produzierte.
2010 kam Arty in der Wahl der Top 100 DJs von DJ Mag auf Platz 78. Bei den International Dance Music Awards 2011 war er in der Kategorie Best Break-Through DJ nominiert. Die Auszeichnung ging schlussendlich jedoch an Afrojack. In der Wahl der Top 100 DJs von 2011 verbesserte sich Arty um 53 Plätze und erreichte Platz 25.

## Diskografie

### Alben
- 2015: Glorious

### Singles
- 2009: Inside of Me / Flip Flop (feat. Misha Kitone)
- 2009: Get On
- 2009: Vanilla Sky EP
- 2009: Sunset / Day After Day
- 2009: Gentle Touch / Logic Symphony
- 2009: Bliss
- 2010: Come Home
- 2010: Hope
- 2010: Get On
- 2010: Rush
- 2010: Twilight Tonight
- 2010: The Wonder
- 2011: Zara
- 2011: The Wall (feat. Tania Zygar)
- 2011: Bright Days
- 2011: Rebound (mit Mat Zo)
- 2011: Around the World
- 2011: Kate
- 2011: Mozart (mit Mat Zo)
- 2012: Trio (mit Matisse & Sadko)
- 2012: The Ocean (mit Paul van Dyk)
- 2012: Open Space
- 2012: Must Be the Love (mit Nadia Ali & BT)
- 2012: When I See You
- 2013: Grand Finale (mit Fiora)
- 2013: Flashback
- 2013: Riot (mit Matisse & Sadko)
- 2013: Together We Are (feat. Chris James)
- 2013: Nehalennia (vs. Armin van Buuren)
- 2014: One Love One Universe (feat. Jenson Vaughan)
- 2014: You got to believe (mit Above & Beyond feat. Zoë Johnston)
- 2014: Up all night (feat. Angel Taylor)
- 2015: Stronger (feat. Ray Dalton)
- 2021: Those Eyes (feat. Griff Clawson)

### Remixe (Auswahl)
- 2009: Perpetual feat. Tiff Lacey – Restless
- 2009: Danilo Ercole – That Same Song Again
- 2010: Tritonal – Utopia
- 2010: Jono Grant & Darren Tate – Let the Sun Shine in 2010
- 2010: Statica & Mike Foyle – Blossom
- 2010: Above & Beyond feat. Kyau & Albert – Anphonic
- 2010: Cosmic Gate – F.A.V.
- 2010: Sneijder – Away from Here
- 2010: Filo & Peri feat. Audrey Gallagher – This Night
- 2011: Cosmic Gate – Back to Earth
- 2011: Mat Zo – Synapse Dynamics
- 2011: Ferry Corsten – Punk
- 2011: Gareth Emery – El Segundo
- 2011: Moonbeam feat. Avis Vox – Hate Is the Killer
- 2011: Sander van Doorn – Daddyrock
- 2011: Tilt – The World Doesn’t Know
- 2012: Dirty South – Walking Alone
- 2012: Zedd feat. Matthew Koma – Spectrum
- 2014: London Grammar – Hey Now
- 2014: One Republic – I Lived
- 2015: Years & Years – King